# Osmoxylon lineare
Osmoxylon lineare (Merr.) Philipson – gatunek roślin należący do rodziny araliowatych (Araliaceae). Pochodzi z południowo-wschodniej Azji. Jest uprawiany w wielu krajach świata jako roślina ozdobna. W Polsce jest uprawiany w szklarniach niektórych ogrodów botanicznych.